# Masquefa (kommun)
Masquefa är en kommun i Spanien.   Den ligger i provinsen Província de Barcelona och regionen Katalonien, i den östra delen av landet, 500 km öster om huvudstaden Madrid. Antalet invånare är 8 373. Arean är 17,1 kvadratkilometer. Masquefa gränsar till Els Hostalets de Pierola, Sant Esteve Sesrovires, Sant Llorenç d'Hortons och Piera. 
Terrängen i Masquefa är platt.